# El Caracol (arquitectura)
El Caracol, el Observatorio, es una estructura que se destaca en el sitio precolombino de la civilización Maya en Chichén Itzá. El Caracol es denominado de esta manera por una escalera en espiral que se encuentra dentro de la torre.

## Historia
La estructura se remonta hacia el año 906, fines del periodo clásico de las cronologías de Mesoamérica, según la estela en la Plataforma Superior.
Se ha sugerido que El Caracol fuera un antiguo observatorio maya y le permitiera al pueblo maya observar los cambios en el cielo a causa del paisaje llano de Yucatán que no posee colinas naturales alrededor de Chichén Itzá. Los observadores podían contemplar el cielo sobre la vegetación de la península de Yucatán.

## Observaciones

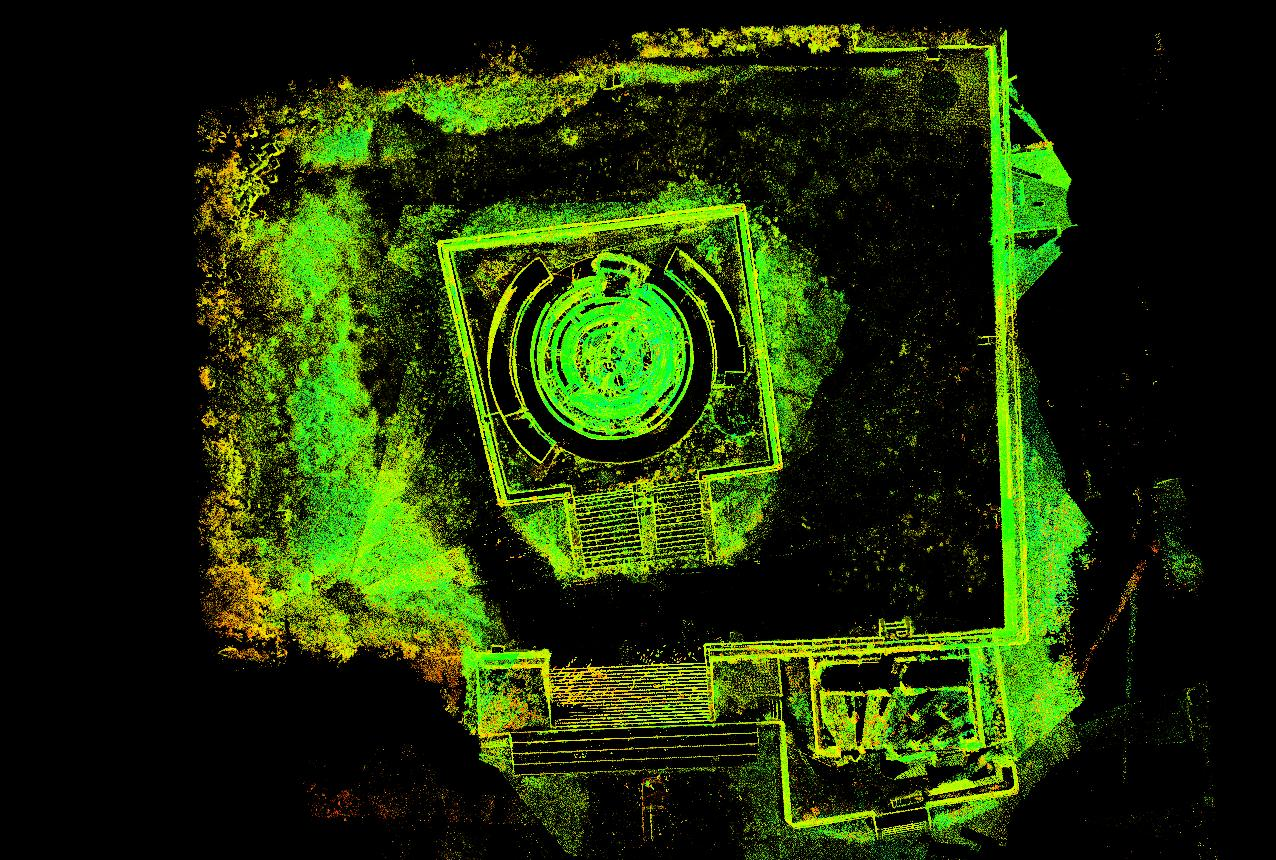
Análisis láser de El Caracol

Los astrónomos mayas sabían a partir de sus observaciones que Venus aparece por el oeste y desaparece sobre el horizonte del este a distintas horas a lo largo del año, y que le toma 584 días completar un ciclo.
También sabían que cinco ciclos de Venus equivalían a ocho años solares. Por lo tanto Venus realiza sus apariciones en los extremos norte y sur con intervalos de ocho años.
De los 29 eventos astronómicos posibles (eclipses, equinoccios, solsticios, etc.) que se creen eran objeto del interés de los residentes mesoamericanos de Chichén Itzá, en la estructura es posible adivinar marcas para visualizar 20 de ellos. Dado que una sección de la torre que se encuentra sobre El Caracol se ha destruido pero con el paso del tiempo cada grieta se dañaba más era como un cuento pero más realista, sin más que decir eso si era hermoso, es posible que las otras mediciones nunca se pueda comprobar si es que fueron observadas.